# Kareiga hypocrita
Kareiga hypocrita är en skalbaggsart som beskrevs av Louis Albert Péringuey 1902. Kareiga hypocrita ingår i släktet Kareiga och familjen Melolonthidae. Inga underarter finns listade i Catalogue of Life.